# Manuel Limón Hernández
Manuel Limón Hernández (Agua Dulce, Veracruz; 10 de enero de 1946) es un político y sindicalista mexicano, miembro del Partido Revolucionario Institucional. Se ha desempeñado como dirigente en el Sindicato de Trabajadores Petroleros de la República Mexicana, siendo secretario general del 16 de octubre de 2019 al 25 de febrero de 2022 de forma interina.

## Reseña biográfica
Manuel Limón Hernández es originario de la población de Agua Dulce, estado de Veracruz y cuenta con estudios de preparatoria. Ingresó a laborar en Petróleos Mexicanos, lo que lo llevó a la dirigencia de la sección 10 del Sindicato de Trabajadores Petroleros de la República Mexicana (STPRM) en Minatitlán, Veracruz.
De 1995 a 1996 fue secretario y de 1997 a 2006 presidente del Consejo General de Vigilancia del comité ejecutivo general del STPRM, durante este periodo fue señalado por probable responsabilidad en el escándalo de corrupción denominado «Pemexgate», por el que le fue concedido un amparo; la disidencia del sindicato petrolero lo ha señalado como probable responsable de actos de corrupción con los recursos del sindicato. De 2007 a 2018 fue secretario tesorero del mismo comité ejecutivo general.
En 2018 se convirtió en secretario del Interior, Actas y Acuerdos del mismo sindicato. Asimismo, fue elegido diputado federal por la vía plurinominal a la LXIV Legislatura postulado por la coalición Todos por México; actual miembro de la bancada del PRI, ocupa los cargos de integrante de la comisión de Energía y de la comisión de Trabajo y Previsión Social.
El 16 de octubre de 2019 presentó su renuncia como secretario general del STPRM Carlos Romero Deschamps, y en virtud del cargo ocupado, Manuel Limón lo sustituyó de forma interina en el cargo a partir del mismo día.